# Nordefco
Nordefco (Nordic Defence Cooperation)  är ett samarbete mellan alla de nordiska länderna inom försvarsområdet. Syftet är att stärka ländernas egna försvar, hitta synergieffekter och att främja effektiva lösningar. Samarbetsavtalet, som undertecknades i Helsingfors i november 2009, fastställer och ger utrymme för de nordiska länderna att samarbeta inom följande tre huvudområden: policy, insatser och förmågor. Detta samarbetsavtal ersatte tre tidigare nordiska försvarsrelaterade samarbeten: Nordcaps (ett samarbete inom fredsfrämjande insatser och utbildning för denna typ av insatser som inletts 1997), Nordac (materielsamarbete som inletts på 1990-talet) och Nordsup (förmågeutveckling, inlett 2008).
För att öka effektiviteten kan länderna i Nordefco samverka kring gemensam utbildning, eller gemensamma team eller förband i internationella insatser. Inriktningen av samarbetet sker på ländernas försvarsdepartement och försvarsmakterna implementerar denna i sin verksamheter.
Nordefco bygger på frivillighet och länderna väljer själva vilka områden de vill samverka inom och i vilken utsträckning. Det betyder att samarbete kan ske mellan två av länderna, likväl som mellan alla fem. Det finns också utrymme att samarbeta med tredje, icke-nordiskt, land inom de områden där det finns ett mervärde att göra det.
De nordiska försvarsministrarna är ytterst ansvariga för Nordefco och träffas två gånger per år.

## Ordförandeskap
Sverige hade ordförandeskapet i Nordefco 2023.
Finland är ordförandeland i 2025 och kommer vara detta ut året.